# Rossend Montaner i Roig
Rossend Montaner i Roig (1881 - Esplugues de Llobregat, 26 de setembre de 1969) va ser batlle d'Esplugues de Llobregat durant un període de la Segona República. Va estar al capdavant de l'Ajuntament d'Esplugues des del gener de 1934 fins al febrer de 1936.

## Trajectòria política
Rossend Montaner va accedir a l'alcaldia el febrer de 1936. Durant el seu mandat es van urbanitzar alguns carrers i es va projectar un mercat i una escola al barri de la Plana, però la inestabilitat del context polític va impedir-ne l'execució.

### Consistori municipal 1934-1936
Els regidors que van ser a l'Ajuntament aquells anys són els següents:
Josep Gelabert Argemí, Constantí Campamà Fajardo, Esteve Malaret Aigüera, Josep Carbonell Perramon, Antoni Pi Duran, Alexandre Camps i Camps, Joan Vivas Ribas, Francesc Cusó Cacereny, Rafael Sebastià i Irla, Emili Valle Llorens, Josep Climent Sancho, Alfons Sangrà, Gaietà Santacana i Marian Buscó Costa.